# Záhoří u Miličína
Záhoří u Miličína (do roku 1948 Německé Záhoří) je malá vesnice, část města Miličín v okrese Benešov. Nachází se 2 km na jihovýchod od Miličína. V roce 2009 zde bylo evidováno 41 adres. V roce 2001 zde trvale žilo 73 obyvatel.
Záhoří u Miličína je také název katastrálního území o rozloze 5,93 km².

## Historie
První písemná zmínka o vesnici pochází z roku 1379.

## Pamětihodnosti
- Přírodní památka V olších - lokalita s bohatým výskytem bledule jarní

## Další fotografie

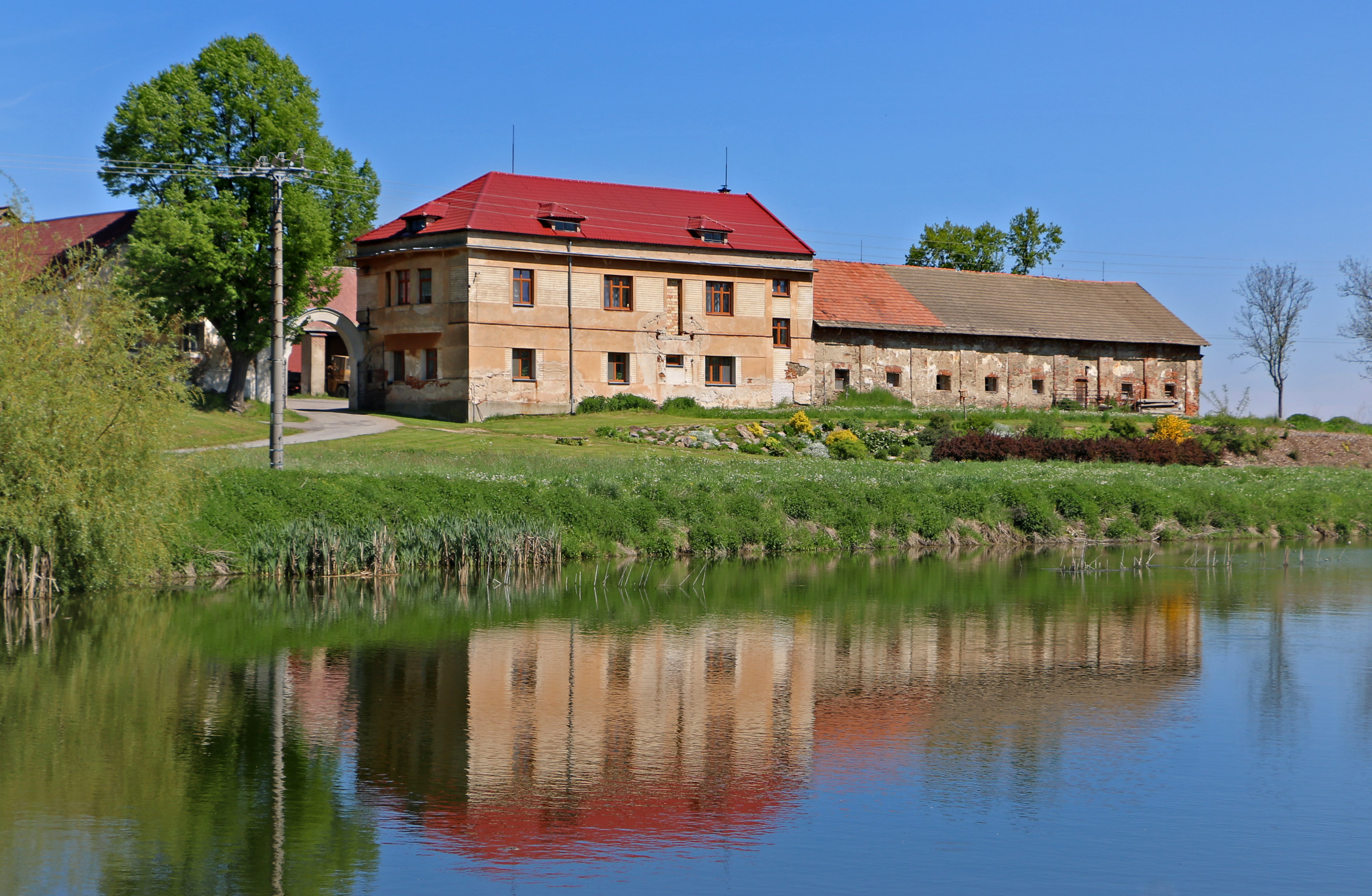
Bývalý statek u rybníka
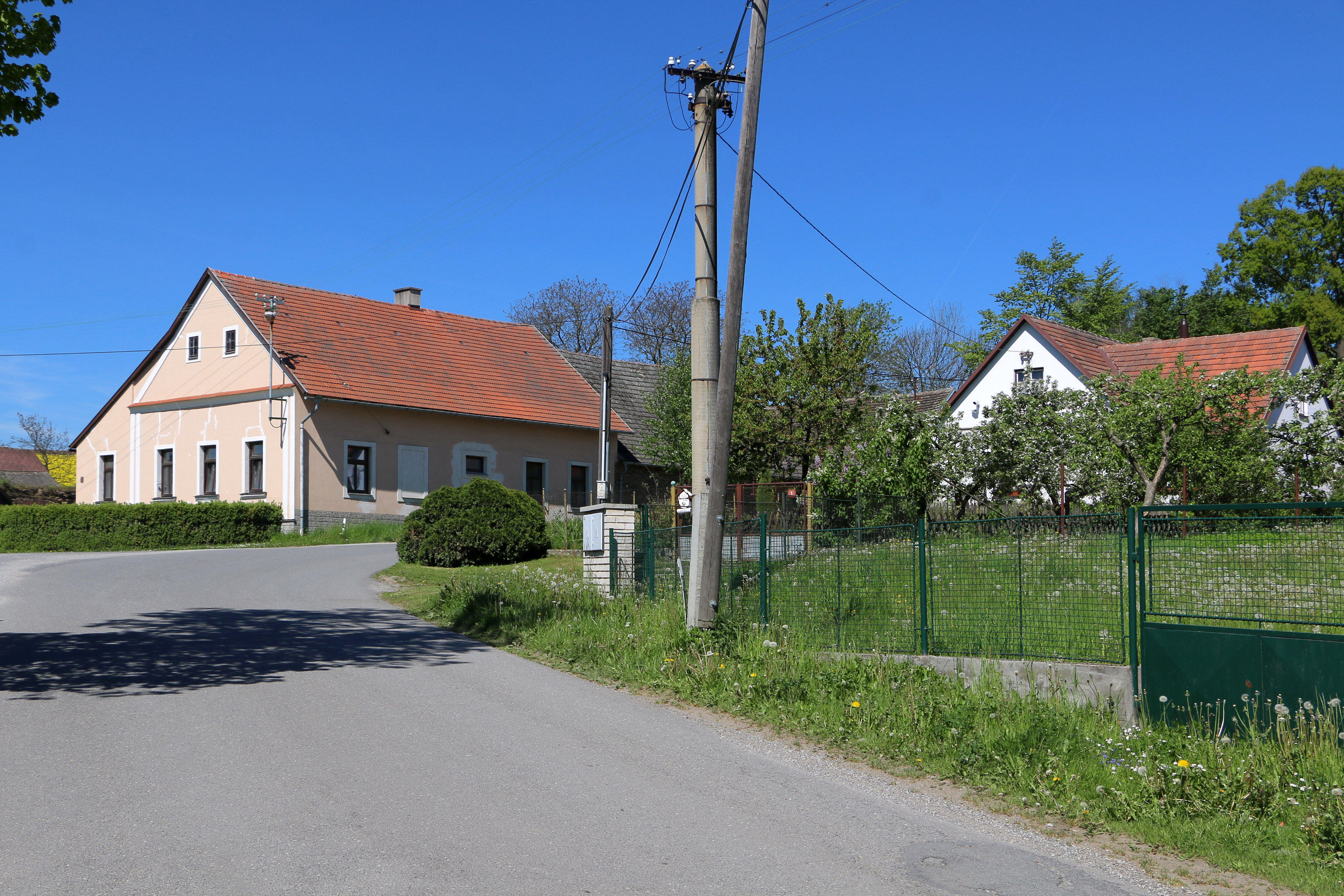
Malá křižovatka
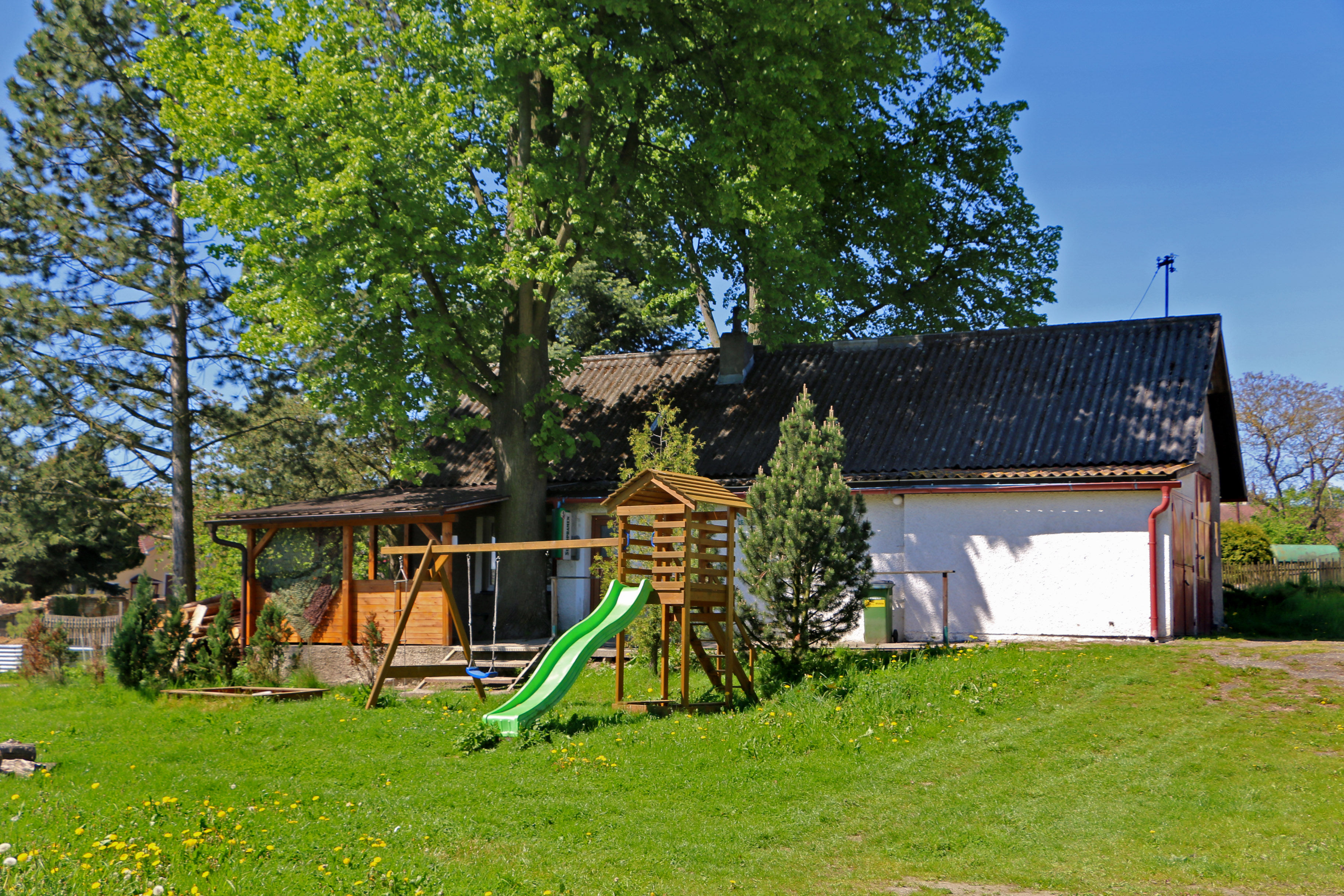
Hasičárna s hřištěm
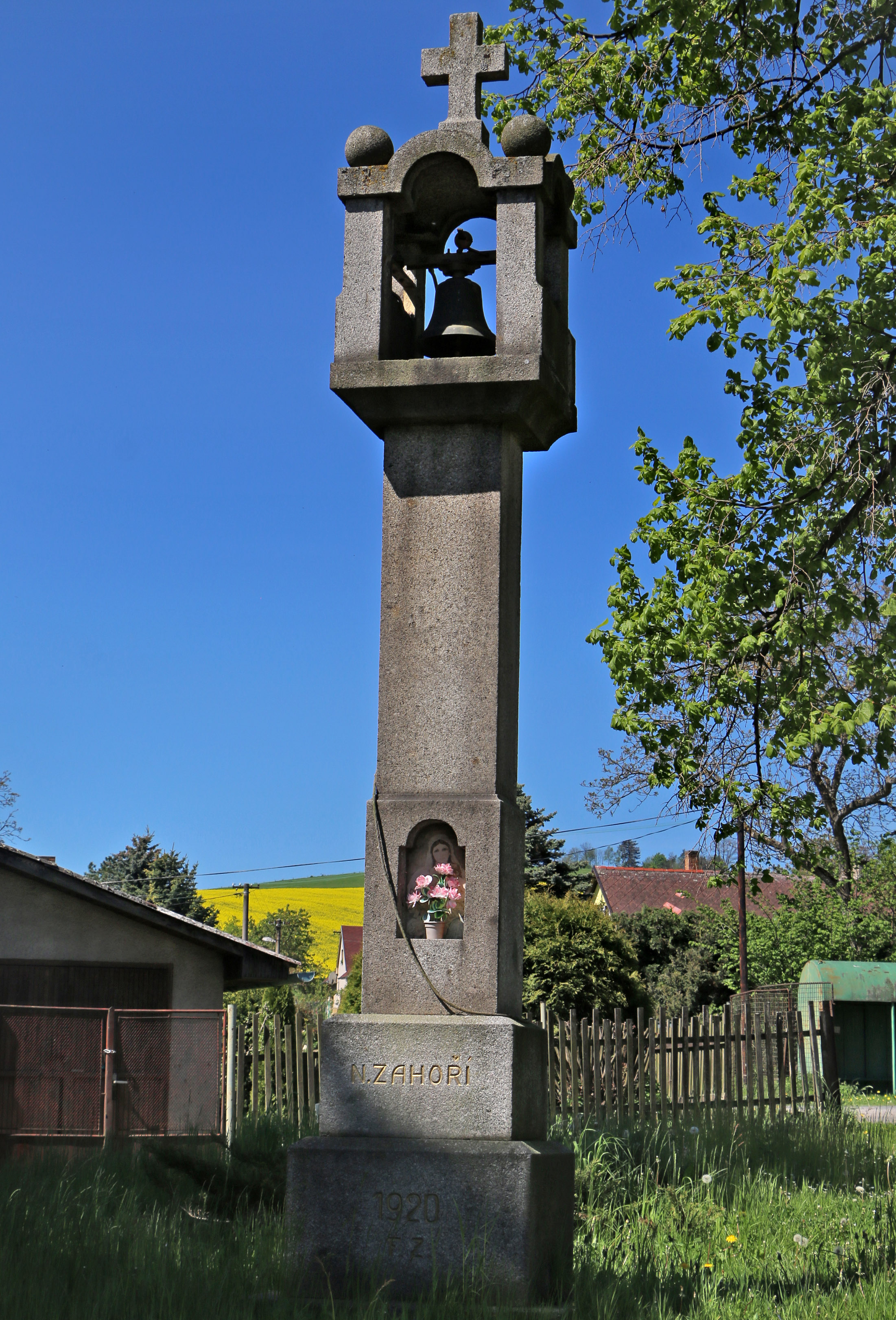
Zvonice